# Josef Prüschenk
Josef Prüschenk (* 26. Oktober 1908 in Kirchenthumbach; † 22. November 1966 ebenda) war ein deutscher Unternehmer und Politiker (CSU).

## Werdegang
Prüschenk besuchte die Höhere Handelsschule in Bayreuth und absolvierte danach im elterlichen Kalkwerk eine kaufmännische Ausbildung. 1940 übernahm er das Werk gemeinsam mit seinem Bruder.
Nach Ende des Zweiten Weltkriegs wurde er als Landrat des Landkreises Eschenbach i.d.OPf. eingesetzt und blieb bis 1952 im Amt. Er war 1946 Mitglied der Verfassunggebenden Landesversammlung und von Dezember 1946 bis November 1950 Abgeordneter im Bayerischen Landtag.